# Charles Flory
Pour les articles homonymes, voir Flory.
Louis Charles Flory, né le 29 avril 1890 à Lure et mort le 22 avril 1981 dans le 14e arrondissement de Paris, était un sénateur français sous la IVe République, membre fondateur du Mouvement républicain populaire (MRP), frère de l'abbé Jean Flory et gendre du philosophe Maurice Blondel.

## Biographie
Nommé en mars 1914 sous-lieutenant de réserve au 60e régiment d'infanterie, Charles Flory est jeté avec ce régiment dans les premières batailles d'août 1914 à Mulhouse et à Dornach, puis sur la Somme, avant d'être grièvement blessé le 6 septembre 1914 lors de la bataille de la Marne. L'épaule fracassée par une balle à l'entrée d'Acy-en-Multien, il reste 36 heures étendu sur le champ de bataille avant d'être secouru.
Promu lieutenant de réserve le 2 août 1916, il accompagne, avec le sergent Dobelle, Eugène Duthoit fin 1917 dans une mission organisée par le Quai d'Orsay au Canada, dans un but de propagande en faveur du soutien militaire à la France. La forte connotation catholique de la mission lui vaut d'être bien reçue au Québec, alors même qu'en pleine crise de la conscription l'opinion y est majoritairement défavorable à l'effort de guerre. Duthoit et Flory sont reçus par le Pape au mois de juillet suivant, et font ensuite partie d'une nouvelle mission en Amérique, chargée cette fois de représenter les catholiques français au jubilé du cardinal Gibbons.
Charles Flory prend, de 1921 à 1926, la présidence de l'Association catholique de la jeunesse française (dont une autre future grande figure du MRP, Georges Bidault, est au même moment vice-président) et crée en 1927 la revue Politique où se diffusent les idées du Parti démocrate populaire.
Pendant l'Occupation, il contribue activement, toujours avec G. Bidault, à l'organisation de la Résistance dans les milieux démocrates chrétiens. Arrêté en 1943, il est libéré au bout de quatre mois.
À la Libération, le souhait du général de Gaulle de ne pas faire pour le nonce apostolique d'exception au principe de remplacement des ambassadeurs qui s'étaient trop montrés à Vichy, conjugué au souhait de nombre de résistants catholiques, Bidault le premier, de voir remplacés un grand nombre d'évêques compromis, était de nature à créer une certaine tension avec le Vatican. Charles Flory fut envoyé par le Gouvernement provisoire, à l'automne 1944, en mission à Rome pour rétablir les relations diplomatiques et obtint rapidement la reconnaissance par le Saint-Siège du Gouvernement provisoire. Un nouveau nonce, Mgr Roncalli, fut nommé le 22 décembre, à temps pour qu'il pût présenter les premiers vœux du corps diplomatique dans Paris libéré. La nomination de Charles Flory comme nouvel ambassadeur au Vatican paraissait alors, à beaucoup, acquise mais l'agrément n'arrivant pas, le général de Gaulle demanda qu'on lui proposât un autre nom. Charles Flory avança lui-même le nom de Jacques Maritain.
Il participe à la création du Mouvement républicain populaire (MRP) puis est élu sénateur (du groupe MRP) en 1948.
Il est président des Semaines sociales de France de 1945 à 1960.
Il avait épousé, le 24 mai 1921 à Quincy-le-Vicomte, Élisabeth Blondel, fille du philosophe Maurice Blondel.

## Distinctions
- Chevalier de la Légion d'honneur[15].
- Commandeur de l'ordre de Saint-Grégoire-le-Grand[16],[17]. L'éventualité de cette nomination n'avait pas manqué, début 1927 de susciter l'ironie de L'Action française : « Sera-t-il commandeur ? (...) Dans les milieux sillonards de la Vie catholique ce grave souci prime momentanément le souci d'exterminer l'Action française (...) »[18].